# Kóstas Mítroglou
Konstantínos « Kóstas » Mítroglou (grec moderne : Κωνσταντίνος «Κώστας» Μήτρογλου), né le 12 mars 1988 à Kavala en Grèce, est un ancien footballeur international grec jouant au poste d'attaquant de 2007 à 2022. Il possède également la nationalité allemande.
Avec sa sélection, il participe à l'Euro 2012 et à la Coupe du monde 2014.

## Biographie

### Carrière en club

#### Une formation en Allemagne
Konstantínos Mítroglou naît en Grèce d'où est originaire sa famille, mais il quitte très jeune son pays natal avec ses parents pour l'Allemagne où il grandit. C'est donc là-bas qu'il commence à jouer au football dès l'âge de six ans. Après un parcours classique dans diverses équipes de jeunes, il intègre à treize ans le centre de formation de Duisbourg avant de rallier celui du Borussia Mönchengladbach l'année de ses dix-sept ans. Après une première saison chez les moins de 19 ans où il montre un sens aiguisé pour la finition en inscrivant beaucoup de buts, il joue plusieurs matchs sous le maillot de l'équipe B l'année suivante, mais n'intègre pas l'effectif pro.
Toutefois, il est sélectionné pour participer au championnat d'Europe des moins de 19 ans avec la Grèce. Titulaire durant toute la compétition, il va jusqu'en finale, perdue face à l'Espagne (0-1). Au cours du tournoi, il se fait remarquer en inscrivant 3 buts en 5 matchs, ce qui lui permet de finir meilleur buteur ex æquo avec le Français Kévin Monnet-Paquet et l'Allemand Änis Ben-Hatira.
L'Olympiakos décide alors de le faire revenir au pays.

#### Olympiakos
En 2007, Mítroglou arrive donc à l'Olympiakos, le club le plus titré de Grèce, pour un retour aux sources qui doit lui permettre d'exploser. Lors de ce qui est sa toute première année chez les pros, l'attaquant de 19 ans se montre sous un bon jour lorsqu'on lui donne sa chance avec huit buts en vingt matchs toutes compétitions confondues, dont quatre en douze apparitions en championnat. Mais il tarde avant de confirmer tous les espoirs placés en lui, la faute notamment à un laisser-aller dans son hygiène de vie.
En 2008-2009, son entraîneur Ernesto Valverde, peu séduit par Mítroglou, l'utilise très peu. Il ne joue que sept matchs de championnat pour deux buts et cinq matchs de coupes d'Europe dont deux en tours préliminaires de la Ligue des champions puis trois en Coupe UEFA où il inscrit le premier but européen de sa carrière face aux Danois de Nordsjælland.
L'année suivante, Valverde parti et remplacé par le Brésilien Zico, Mítroglou retrouve une place de titulaire en jouant trente-deux rencontres de championnat et marquant neuf buts. Il inscrit également son premier but en Ligue des champions, lors du barrage aller contre le Sheriff Tiraspol. Dans cette compétition, l'Olympiakos échoue en huitièmes de finale face aux Girondins de Bordeaux (0-1 ; 1-2), et Mítroglou marque le seul but des siens lors de cette double confrontation. Ses performances, plus régulières, lui permettent d'être appelé pour la première fois en équipe nationale de Grèce en novembre 2009 lors d'un match des Éliminatoires de la Coupe du monde 2010 en barrages contre l'Ukraine.
En 2010/2011, Valverde revient entraîner l'Olympiakos, et une nouvelle fois, Mítroglou est victime de ses choix. Il ne joue quasiment plus, avec seulement cinq matchs de championnat pour un but et quatre matchs de Ligue Europa. Frustré, il demande à partir et est finalement prêté pour six mois au Panionios lors du mercato hivernal.

#### Deux prêts successifs
Le prêt au Panionios lui fait beaucoup de bien et lui permet de retrouver du temps de jeu et de la confiance. Durant les six mois passés là-bas, Mítroglou s'impose à la pointe de l'attaque, et marque huit buts en onze matchs de championnat. Son club termine dixième et l'attaquant est de nouveau sélectionné régulièrement en équipe nationale. À la fin de la saison, il ne retourne à l'Olympiakos que pour repartir de nouveau en prêt, Valverde étant toujours à la tête de l'équipe. Pour un an cette fois, direction un autre club d'Athènes : l'Atromitos.
Cette saison 2011-2012 est en tout point excellente, et Mítroglou continue de briller. Sur les trente matchs qu'il est possible de disputer dans le championnat grec, il en joue vingt-huit et marque le meilleur total de buts de sa carrière avec seize réalisations. À titre personnel, il termine deuxième meilleur buteur de la Super League Ellada derrière le Belge Kevin Mirallas et est sacré meilleur footballeur grec de l'année. Sur un plan collectif, ses performances permettent de tirer son club vers le haut : en effet, l'Atromitos va jusqu'en finale de la Coupe de Grèce lors de laquelle le club s’incline deux buts à un contre l'Olympiakos et finit à la quatrième place, le meilleur classement de son histoire en championnat jusque-là. L'Atromitos participe donc aux Play-Offs pour déterminer qui sera, en plus du champion, le second club grec à aller en Ligue des Champions. Il marque un but en six matchs lors de ces barrages où son club termine 3e sur 4, ce qui le qualifie pour le troisième tour de qualification de la prochaine Ligue Europa.
Après un an et demi de prêts où il a marqué, toutes compétitions confondues, 27 buts en 50 matchs, Mítroglou semble enfin prêt à percer à l'Olympiakos.

#### Olympiakos: un premier retour et une confirmation
Lors de la saison 2012/2013, Mítroglou, de retour à l'Olympiakos, est titulaire à la pointe de l'attaque et réalise une vraie saison pleine dans le club du Pirée. Enfin régulier, sérieux et impliqué, il marque à vingt reprises en quarante-deux matchs toutes compétitions confondues, dont onze buts en vingt-cinq matchs de championnat. Il joue tous les matchs de poules de la Ligue des Champions, lors desquels il marque quatre fois, dont le but de la victoire à la Mosson contre le Montpellier HSC. L'Olympiakos termine troisième de son groupe derrière Arsenal et Schalke 04, et est donc reversé en Ligue Europa où il est éliminé dès les seizièmes de finale par les espagnols du Levante UD. À la fin de la saison, le club athénien est sacré champion de Grèce, et remporte également la Coupe de Grèce.
Devenu enfin incontournable dans son club, Mítroglou commence la saison 2013-2014 comme une furie, réussissant la performance exceptionnelle d'inscrire quatre triplés en à peine plus d'un mois entre le 1er septembre et le 6 octobre 2013. Il devient notamment le premier joueur de l'histoire du championnat grec à marquer deux triplés en deux matchs consécutifs. Puis, il devient aussi le tout premier footballeur grec à inscrire un triplé en phase finale de la Ligue des Champions, lors d'un match de poules contre le RSC Anderlecht (3-0). Lors du match de championnat qui suit cette rencontre européenne, il marque un nouveau triplé contre Veria (victoire 6-0). Alors qu'il a déjà marqué quatorze buts en seulement douze matchs de championnat et trois buts en cinq matchs de C1 à la trêve hivernale, il attire tous les regards. Le 31 janvier 2014, lors du dernier jour du mercato hivernal, il quitte l'Olympiakos et est transféré au Fulham FC pour un montant de transfert estimé à quinze millions d'euros. Il devient ainsi le joueur le plus cher de l'Histoire du club londonien.

#### Fulham FC
En Angleterre, Mítroglou va connaitre l'échec le plus retentissant de sa carrière. Alors que les six premiers mois de la saison 2013-2014 ont été phénoménaux du côté d'Athènes, les six suivants vont être catastrophiques du côté de Londres. La faute notamment à un genou récalcitrant qui le tiendra longtemps éloigné des terrains. Mais lorsqu'il est opérationnel, Mítroglou se montre peu affûté et son entraîneur ne compte pas sur lui. Il ne joue au total que trois matchs, dont un seul comme titulaire. Le 30 août 2014, seulement sept mois après son arrivée en Premier League, il retourne déjà à l'Olympiakos sous forme de prêt.

#### Olympiakos: un deuxième retour réussi
De retour au bercail après son exil raté à Fulham, Mítroglou se rassure et reprend les bonnes habitudes qu'il avait avec son club de cœur. Il marque seize buts en vingt-quatre matchs de championnat, terminant ainsi deuxième meilleur buteur. Il joue les six matchs de phases de poule de Ligue des Champions que dispute son club, marquant deux buts, et encore une fois l'Olympiakos est reversé en Ligue Europa après une troisième place derrière l'Atlético de Madrid et la Juventus. Encore une fois, l'Olympiakos est sorti de la C3 dès les seizièmes de finale, cette fois par le Dnipro Dnipropetrovsk malgré le but inscrit par Mítroglou lors de cette double confrontation contre les Ukrainiens.
À nouveau, Mítroglou réalise le doublé coupe-championnat avec l'Olympiakos. Appartenant toujours à Fulham, il quitte la Grèce à la fin de la saison.

#### Benfica Lisbonne: retour en forme confirmé au Portugal
Le 7 août 2015, ne souhaitant pas rester en Angleterre, il est de nouveau prêté, cette fois au Benfica Lisbonne, un an avec option d'achat. La saison 2015-2016 est très bonne : dix-neuf buts en trente-deux matchs de championnat, et deux buts en sept matchs de Ligue des Champions où son nouveau club est stoppé en quart de finale par le Bayern Munich. Sacré champion du Portugal dès sa première saison, il réussit un doublé en remportant également la Coupe de la Ligue portugaise avec notamment un doublé inscrit lors de la finale remportée six buts à deux face au CS Maritimo.
Après cette très belle première saison, le club lisboète décide d'acquérir l'attaquant grec à titre définitif pour un montant de sept millions d'euros. Il s'engage alors jusqu'en 2020.
Pour sa seconde année au Portugal, Mítroglou confirme de belle manière avec vingt-sept buts en quarante-et-un matchs toutes compétitions confondues, dont seize buts en vingt-huit matchs de championnat. Après le doublé Coupe de la Ligue-championnat, c'est cette fois un doublé Coupe du Portugal - Championnat que l'attaquant réussit avec le club de la capitale portugaise. S'il ne marque pas lors de la finale gagnée deux buts à un contre le Vitoria Guimaraes, il termine en revanche meilleur buteur de la compétition avec neuf réalisations, notamment un doublé en demi-finale contre Estoril-Praia lors d'une victoire deux à un. En Ligue des Champions, il joue sept rencontres pour un but et son club est sorti en huitièmes de finale par le Borussia Dortmund. Après une victoire un but à zéro à l'aller au Portugal où Mítroglou marque le seul but du match, le Benfica chute lourdement en Allemagne lors du match retour, quatre à zéro.

#### Olympique de Marseille
Le 31 août 2017, dans les toutes dernières heures du mercato, il signe un contrat de quatre ans avec l'Olympique de Marseille. L’indemnité de transfert s'élève à quinze millions d'euros. Toutefois, l'OM obtient seulement 50 % des droits économiques du joueur. C'est un joueur très expérimenté qui arrive à l'OM avec pas moins de cinquante-huit rencontres européennes au compteur dont quarante-sept en Ligue des champions pour dix-huit buts marqués dont seize en Ligue des champions, et un palmarès impressionnant de 15 titres glanés au cours de sa carrière. Mítroglou arrive blessé à une cuisse du côté du Stade Vélodrome, ce qui l'empêche de débuter rapidement avec son nouveau club. Sa première apparition avec la tunique marseillaise a lieu près d'un mois après son transfert, le 28 septembre 2017. Il entre alors en jeu à la 79e minute lors de la seconde journée de la phase de poules de la Ligue Europa contre le Red Bull Salzbourg lors d'une défaite un but à zéro. Le 15 octobre 2017, Mítroglou effectue enfin ses grands débuts en Ligue 1 contre le RC Strasbourg, lors de la neuvième journée. Titulaire, il inscrit son premier but avec l'OM, permettant aux Phocéens d'arracher un match nul trois buts partout dans les derniers instants de la partie. Ses trois matchs suivants lui valent beaucoup de critiques, notamment face au Paris SG où il est très peu en vue. Il marque son premier but au Vélodrome contre le SM Caen lors d'une large victoire cinq buts à zéro.
Hélas, l'attaquant grec ne réalise pas les prestations escomptées, au point que Rudi Garcia décide de le mettre sur le banc lors du déplacement au Montpellier HSC puis contre l'AS Saint-Étienne, tandis que Valère Germain marque un doublé. Le 13 décembre 2017, Mítroglou est titulaire en huitième de finale de Coupe de la Ligue contre Rennes. Auteur d'un bon match, il ouvre le score à la 13e minute et se voit injustement refuser un but sur corner pour une position de hors-jeu inexistante et ne peut pas empêcher la défaite de son équipe aux tirs au but, malgré sa réussite lors du sien. Le 6 février 2018, il est titularisé pour les huitièmes de finale de Coupe de France. Il s'illustre en marquant un triplé et en délivrant une passe décisive contre Bourg-en-Bresse pour une victoire neuf à zéro de son équipe. Une performance qui lui vaut d'être acclamé par les supporters marseillais à la fin du match. Après des buts contre le Toulouse FC et l'Olympique lyonnais, il retrouve une place de titulaire en fin de saison et s'offre un doublé contre le Lille OSC. Le club termine 4e et atteint la finale de la Ligue Europa, durant laquelle l'OM s'inclinera trois buts à zéro face à l'Atlético Madrid.

#### Prêt à Galatasaray SK puis au PSV Eindhoven
En janvier 2019, il est prêté pour une durée de 18 mois, au club turc du Galatasaray SK, mais Kostas ne restera finalement que six mois en Turquie. Le club stambouliote a officialisé le 21 août son départ en prêt au PSV Eindhoven, pour la saison 2019-2020.
De retour à l'OM pour la saison 2020-2021, il n'est pas dans les plans de l'entraîneur André Villas-Boas. Il résilie son contrat d'un commun accord en janvier 2021.

#### Aris Salonique Football Club
Il s'engage le 25 janvier 2021 avec l'Aris Salonique, libéré de son contrat par l'Olympique de Marseille. Il signe un contrat d'un an et demi jusqu'en juin 2022.

#### Fin de carrière en amateur
En janvier 2023, Kostas Mitroglou rejoint un club amateur allemand, le SpVgg Rheurdt-Schaephuysen, puis six mois plus tard le SV Scherpenberg. Cependant, il quitte le club au début de la saison 2023-2024, après un désaccord avec son entraîneur.

### Carrière internationale
En juillet 2007, il atteint la finale du championnat d'Europe des moins de 19 ans, où la Grèce s'incline 1-0 contre l'Espagne. Il termine meilleur buteur ex æquo de la compétition avec trois buts. Ces buts sont inscrits contre le Portugal et l'Autriche en phase de groupe, et contre l'Allemagne en demi-finale.
Il joue son premier match en équipe de Grèce le 14 novembre 2009, contre l'Ukraine. Ce match nul et vierge disputé à Maroússi rentre dans le cadre des éliminatoires du mondial 2010. En 2012, le sélectionneur Fernando Santos le retient afin de participer à l'Euro 2012 qui se déroule en Pologne et en Ukraine. Il ne joue qu'un seul match lors de cette compétition, contre la Tchéquie lors d'une défaite deux buts à un à Wrocław lors du premier tour. La Grèce est éliminé en quart de finale contre l'Allemagne.
Il inscrit son premier but en sélection le 15 août 2012, en amical contre la Norvège (victoire 2-3 à Oslo). Il inscrit son premier doublé le 14 août 2013, en amical contre l'Autriche (victoire 0-2 à Wals-Siezenheim). Par la suite, le 15 novembre 2013, il inscrit un nouveau doublé, contre la Roumanie. Ce match gagné 3-1 à Le Pirée rentre dans le cadre des éliminatoires du mondial 2014.
L'année suivante, le sélectionneur Fernando Santos le retient à nouveau, afin de participer à la Coupe du monde 2014 organisée au Brésil. Lors de ce mondial, il joue trois matchs, contre la Colombie, le Japon, et le huitième de finale contre le Costa Rica où l'équipe est éliminé aux tirs au but malgré le premier penalty réussi par Mítroglou.

## Statistiques
| Saison                | Club                    | Championnat           | Championnat | Championnat | Coupe nationale | Coupe nationale | Coupe de la Ligue | Coupe de la Ligue | Supercoupe | Supercoupe | Compétition(s) continentale(s) | Compétition(s) continentale(s) | Compétition(s) continentale(s) | Total | Total |
| Saison                | Club                    | Division              | M.          | B.          | M.              | B.              | M.                | B.                | M.         | B.         | Comp.                          | M.                             | B.                             | M.    | B.    |
| 2007-2008             | Olympiakos              | Superleague           | 12          | 4           | 6               | 4               | -                 | -                 | -          | -          | C1                             | 2                              | 0                              | 20    | 8     |
| 2008-2009             | Olympiakos              | Superleague           | 7           | 2           | 4               | 0               | -                 | -                 | -          | -          | C1+C3                          | 2+3                            | 0+1                            | 16    | 3     |
| 2009-2010             | Olympiakos              | Superleague           | 32          | 9           | 1               | 1               | -                 | -                 | -          | -          | C1                             | 12                             | 4                              | 45    | 14    |
| 2010-2011             | Olympiakos              | Superleague           | 5           | 1           | 1               | 0               | -                 | -                 | -          | -          | C3                             | 4                              | 0                              | 10    | 1     |
| 2012-2013             | Olympiakos              | Superleague           | 25          | 11          | 9               | 5               | -                 | -                 | -          | -          | C1+C3                          | 6+2                            | 4+0                            | 42    | 20    |
| 2013-2014             | Olympiakos              | Superleague           | 12          | 14          | 2               | 0               | -                 | -                 | -          | -          | C1                             | 5                              | 3                              | 19    | 17    |
| Sous-total            | Sous-total              | Sous-total            | 93          | 41          | 23              | 10              | -                 | -                 | -          | -          | -                              | 36                             | 12                             | 152   | 63    |
| 2010-2011             | Panionios (prêt)        | Superleague           | 11          | 8           | -               | -               | -                 | -                 | -          | -          | -                              | -                              | -                              | 11    | 8     |
| 2011-2012             | Atromitos FC (prêt)     | Superleague           | 34          | 17          | 5               | 2               | -                 | -                 | -          | -          | -                              | -                              | -                              | 39    | 19    |
| 2013-2014             | Fulham FC               | Premier League        | 3           | 0           | -               | -               | -                 | -                 | -          | -          | -                              | -                              | -                              | 3     | 0     |
| 2014-2015             | Olympiakos (prêt)       | Superleague           | 24          | 16          | 2               | 0               | -                 | -                 | -          | -          | C1+C3                          | 6+2                            | 2+1                            | 34    | 19    |
| 2015-2016             | Benfica Lisbonne (prêt) | Primeira Liga         | 32          | 20          | 2               | 1               | 3                 | 2                 | 1          | 0          | C1                             | 7                              | 2                              | 45    | 25    |
| 2016-2017             | Benfica Lisbonne        | Primeira Liga         | 28          | 16          | 5               | 9               | 2                 | 1                 | 1          | 0          | C1                             | 7                              | 1                              | 43    | 27    |
| Sous-total            | Sous-total              | Sous-total            | 60          | 36          | 7               | 10              | 5                 | 3                 | 2          | 0          | -                              | 14                             | 3                              | 88    | 52    |
| 2017-2018             | Olympique de Marseille  | Ligue 1               | 19          | 9           | 3               | 3               | 1                 | 1                 | -          | -          | C3                             | 7                              | 0                              | 30    | 13    |
| 2018-2019             | Olympique de Marseille  | Ligue 1               | 14          | 3           | -               | -               | 1                 | 0                 | -          | -          | C3                             | 5                              | 0                              | 20    | 3     |
| Sous-total            | Sous-total              | Sous-total            | 33          | 12          | 3               | 3               | 2                 | 1                 | 0          | 0          | -                              | 12                             | 0                              | 50    | 16    |
| 2018-2019             | Galatasaray SK (prêt)   | Süper Lig             | 7           | 1           | 2               | 1               | -                 | -                 | -          | -          | -                              | -                              | -                              | 9     | 2     |
| 2019-2020             | PSV Eindhoven (prêt)    | Eredivisie            | 13          | 1           | 1               | 1               | -                 | -                 | -          | -          | C3                             | 4                              | 1                              | 18    | 3     |
| 2020-2021             | Aris Salonique          | Superleague           | 9           | 2           | 1               | 0               | -                 | -                 | -          | -          | -                              | -                              | -                              | 10    | 2     |
| 2021-2022             | Aris Salonique          | Superleague           | 0           | 0           | -               | -               | -                 | -                 | -          | -          | C4                             | 1                              | 0                              | 1     | 0     |
| Sous-total            | Sous-total              | Sous-total            | 9           | 2           | 1               | 0               | -                 | -                 | -          | -          | -                              | 1                              | 0                              | 11    | 2     |
| Total sur la carrière | Total sur la carrière   | Total sur la carrière | 287         | 134         | 44              | 27              | 7                 | 4                 | 2          | 0          | -                              | 75                             | 19                             | 415   | 184   |

### Buts internationaux
| Buts internationaux de Kóstas Mítroglou | Buts internationaux de Kóstas Mítroglou | Buts internationaux de Kóstas Mítroglou   | Buts internationaux de Kóstas Mítroglou | Buts internationaux de Kóstas Mítroglou | Buts internationaux de Kóstas Mítroglou | Buts internationaux de Kóstas Mítroglou        | Buts internationaux de Kóstas Mítroglou |
|                                         | Date                                    | Lieu                                      | Adversaire                              | Score                                   | Résultat                                | Compétition                                    |                                         |
| --------------------------------------- | --------------------------------------- | ----------------------------------------- | --------------------------------------- | --------------------------------------- | --------------------------------------- | ---------------------------------------------- | --------------------------------------- |
| 1.                                      | 15 août 2012                            | Ullevaal Stadion, Oslo, Norvège           | Norvège                                 | 1-3                                     | 2 - 3                                   | Match amical                                   |                                         |
| 2.                                      | 11 septembre 2012                       | Stade Karaïskaki, Le Pirée, Grèce         | Lituanie                                | 2-0                                     | 2 - 0                                   | Éliminatoires Coupe du monde 2014              |                                         |
| 3.                                      | 14 août 2013                            | Red Bull Arena, Wals-Siezenheim, Autriche | Autriche                                | 0-1                                     | 0 - 2                                   | Match amical                                   |                                         |
| 4.                                      | 14 août 2013                            | Red Bull Arena, Wals-Siezenheim, Autriche | Autriche                                | 0-2                                     | 0 - 2                                   | Match amical                                   |                                         |
| 5.                                      | 6 septembre 2013                        | Stade Rheinpark, Vaduz, Liechtenstein     | Liechtenstein                           | 0-1                                     | 0 - 1                                   | Éliminatoires Coupe du monde 2014              |                                         |
| 6.                                      | 15 novembre 2013                        | Stade Karaïskaki, Le Pirée, Grèce         | Roumanie                                | 1-0                                     | 3 - 1                                   | Éliminatoires Coupe du monde 2014 (barrages)   |                                         |
| 7.                                      | 15 novembre 2013                        | Stade Karaïskaki, Le Pirée, Grèce         | Roumanie                                | 3-1                                     | 3 - 1                                   | Éliminatoires Coupe du monde 2014 (barrages)   |                                         |
| 8.                                      | 19 novembre 2013                        | Arena Națională, Bucarest, Roumanie       | Roumanie                                | 0-1                                     | 0 - 2                                   | Éliminatoires Coupe du monde 2014 (barrages)   |                                         |
| 9.                                      | 11 octobre 2015                         | Stade Karaïskaki, Le Pirée, Grèce         | Hongrie                                 | 3-3                                     | 4 - 3                                   | Éliminatoires Euro 2016                        |                                         |
| 10.                                     | 1er septembre 2016                      | Philips Stadion, Eindhoven, Pays-Bas      | Pays-Bas                                | 1-1                                     | 1 - 2                                   | Match amical                                   |                                         |
| 11.                                     | 6 septembre 2016                        | Stade de l'Algarve, Faro, Portugal        | Gibraltar                               | 0-1                                     | 1 - 4                                   | Éliminatoires Coupe du monde 2018              |                                         |
| 12.                                     | 7 octobre 2016                          | Stade Karaïskaki, Le Pirée, Grèce         | Chypre                                  | 1-0                                     | 2 - 0                                   | Éliminatoires Coupe du monde 2018              |                                         |
| 13.                                     | 25 mars 2017                            | Stade Roi Baudouin, Bruxelles, Belgique   | Belgique                                | 0-1                                     | 1 - 1                                   | Éliminatoires Coupe du monde 2018              |                                         |
| 14.                                     | 7 octobre 2017                          | Stade GSP, Nicosie, Chypre                | Chypre                                  | 1-1                                     | 1 - 2                                   | Éliminatoires Coupe du monde 2018              |                                         |
| 15.                                     | 10 octobre 2017                         | Stade Karaïskaki, Le Pirée, Grèce         | Gibraltar                               | 2-0                                     | 4 - 0                                   | Éliminatoires Coupe du monde 2018              |                                         |
| 16.                                     | 10 octobre 2017                         | Stade Karaïskaki, Le Pirée, Grèce         | Gibraltar                               | 3-0                                     | 4 - 0                                   | Éliminatoires Coupe du monde 2018              |                                         |
| 17.                                     | 12 octobre 2018                         | Stade olympique, Athènes, Grèce           | Hongrie                                 | 1-0                                     | 1 - 0                                   | Ligue des Nations de UEFA 2018-2019 (Groupe C) |                                         |

## Palmarès

### En club
Kóstas Mítroglou remporte ses premiers titres sous les couleurs de l'Olympiakos en étant champion de Grèce à six reprises en 2008, 2009, 2011, 2013, 2014 et 2015. Il remporte également la Coupe de Grèce à quatre reprises en 2008, 2009, 2013 et 2015 et la Supercoupe de Grèce en 2007.
Parti au Benfica Lisbonne, il est champion du Portugal en 2016 et 2017 et remporte la Coupe du Portugal en 2017, la Coupe de la ligue en 2016 et la Supercoupe du Portugal en 2016. 
En 2019, en prêt de l'Olympique de Marseille au Galatasaray SK, il réalise le doublé Süper Lig et Coupe de Turquie.
Il est également finaliste de la Coupe de Grèce en 2012 avec l'Atromitos, finaliste de la Supercoupe du Portugal en 2015 avec le Benfica Lisbonne et finaliste de la Ligue Europa en 2018 avec l'Olympique de Marseille.

### En sélection
Avec l'équipe des moins 19 ans de Grèce, il est finaliste du Championnat d'Europe - 19 ans en 2007.